# João Carqueijeiro

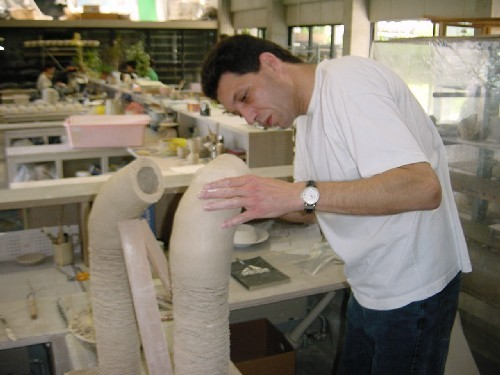
João Carqueijeiro im Atelier Maruo, Hondo (Japan), 2001

João Edmundo Lemos Carqueijeiro (* 25. Februar 1954 in Lobito, Angola) ist ein portugiesischer Bildhauer und Keramiker.

## Leben und Wirken

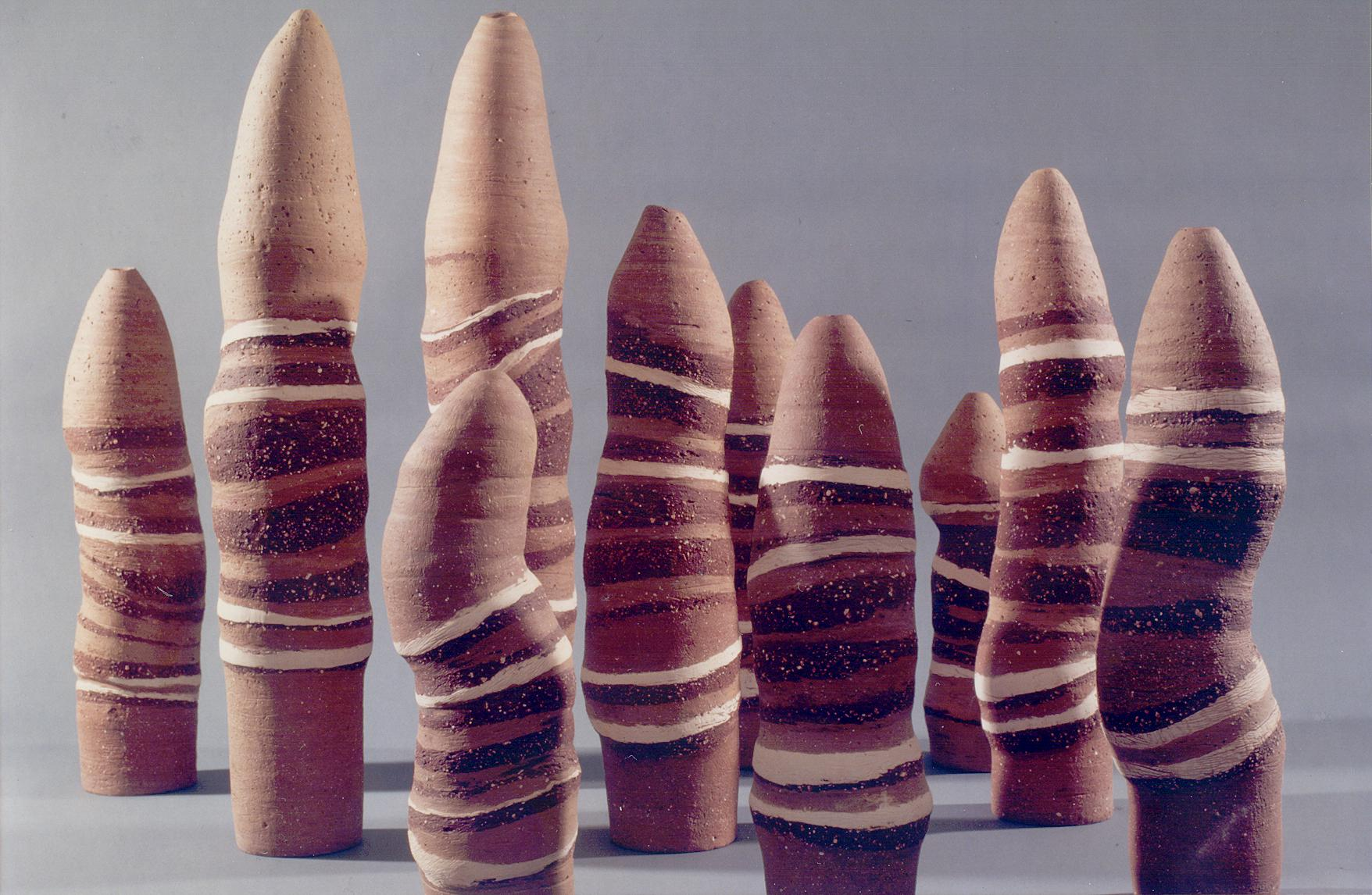
João Carqueijeiro, Unbenannt 2006

- Sein Vater war portugiesischer Kolonialbeamter, der später in Mozambique Dienst tat, wo João Carqueijeiro bis 1974 (Unabhängigkeit Mozambiques) lebte. Die Familie ging dann zurück nach Portugal.
- 1977–1979: künstlerische Ausbildung im „Curso Superior de Desenho na Cooperativa de Actividades Artísticas Árvore (ESAD)“ unter der Leitung von Prof. Sá Nogueira.
- 1980–1982: Keramikausbildung an der La Bisbal Keramikakademie, Girona (Katalonien), mit Spezialisierung in Raku.
- seit 1981 (bis heute): Tätigkeit in der Lehreraus- und -weiterbildung für Kunsterziehung, ab 1986 als Professor für Keramik der „Cursos Livres de Cerâmica na Cooperativa de Actividades Artísticas Árvore“.
- 2005 (bis heute): Gründungsmitglied des Projekts „Cerâmica Oficina 2000&5“ (Exposição Colectiva de Cerâmica Contemporânea) (2005)[1].
- 2007: Jurymitglied der VIII. Internationalen Keramik-Biennale in Aveiro.
- Der Künstler ist bekannt für großflächige Keramik-Reliefs und Keramik-Wände, etwa beim Crowne Plaza Hotel in Vilamoura (2010), oder in der Halle des Gebäudes der Biennale in Cerveira (2011).
- Er ist ein bedeutender Vertreter der Modernen Keramik in Portugal, und lebt und arbeitet als freier Künstler in Porto.

## Ausstellungen, Preise, Sammlungen

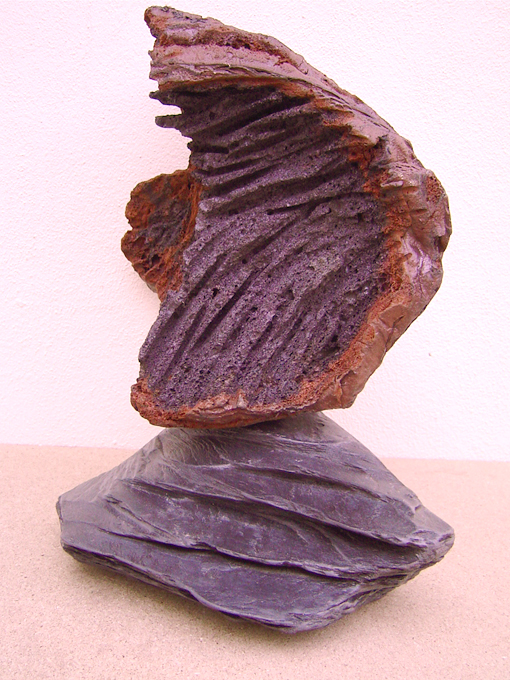
João Carqueijeiro, Unbenannt 2003

- Der Künstler hat bisher mehr als 70 Gruppenausstellungen und 12 Einzelausstellungen in Portugal, Spanien, Frankreich, Macao (China), Deutschland, Tunesien und Ägypten bestritten
- Er hat einige Keramikpreise erhalten, u. a. den 1º Prémio Cerâmica Criativa des IEFP (Institut für Beschäftigung und Ausbildung) in Porto.
- Seine Werke befinden sich in verschiedenen Sammlungen in Portugal, Japan und Macao (China), u. a. im Rathaus Amakusa in Hondo (Japan), oder im Museu do Azulejo in Lissabon.